# Cesare Pollini (Pianist)

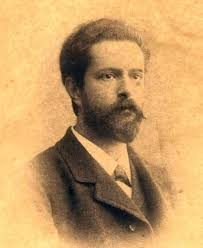
Cesare Pollini

Cesare Pollini (* 13. Juli 1858 in Padua; † 26. Januar 1912 ebenda) war ein italienischer Pianist, Komponist, Dirigent, Musikpädagoge und Konzertveranstalter.
Pollini hatte in seiner Kindheit Klavierunterricht bei seiner Mutter. Er studierte Jura an der Universität Padua und erwarb daneben autodidaktisch Kenntnisse in Harmonielehre und Komposition. Seine ersten Werke fanden das Interesse Antonio Bazzinis, der Komposition am Konservatorium Mailand unterrichtete. Bei der Eröffnung des Istituto musicale di Padova 1879 spielte er Musik von Camille Saint-Saëns und ein eigenes Minuetto für Klavier, Geige und Cello. 1881 ging er nach Mailand und studierte dort bis 1883 Kontrapunkt, Fuge und Komposition bei Bazzini.
Zu Beginn des Schuljahres 1882–83 wurde er künstlerische Direktor des Musikinstitutes Padua, an dem er mit Unterbrechungen bis zu seinem Lebensende unterrichtete und das heute seinen Namen trägt. An einem Wettbewerb um den Posten des Direktors Ende 1884 beteiligte er sich jedoch nicht. Von 1886 bis 1891 gab er im Rahmen der Mattinate musicale im Palazzo Selvatico Estense jährlich vier bis fünf Sonntagskonzerte, bei denen er Kammermusik deutscher bzw. österreichischer, russischer und italienischer Komponisten aufführte. Mit dem Geiger Antonio Freschi unternahm er 1886–87 eine Tournee durch Deutschland, die ihn nach München, Frankfurt, Stuttgart und Berlin führte. Er lernte hier Richard Strauss kennen, mit dem er dann eine jahrelange Brieffreundschaft pflegte.
Mit dem Musikwissenschaftler Oscar Chilesotti veranstaltete er 1889 in Rom ein Konzert mit Alter Musik, das großen Beifall bei Giovanni Sgambati fand. Die gleichfalls anwesende Königin Margarethe von Italien lud ihn für den Herbst des Jahres zu einem Aufenthalt ihre Villa in Monza ein. Diese Aufenthalte (zunächst in Monza, später in Stupinigi) wurden ein jährlicher Brauch, und Pollini erhielt den Titel eines Königlichen Hofpianisten. Umberto I. ernannte ihn 1892 zum Cavaliere dei Ss. Maurizio e Lazzaro. Als Profunder Kenner der deutschen Sprache veröffentlichte er 1888 Übersetzungen von Schriften des deutschen Komponisten, Geigers und Autoren Friedrich Wilhelm Langhans in der Zeitschrift l Teatro illustrato e la musica popolare.
Ab 1889 übernahm er wieder die Leitung des Musikinstituts in Padua und unterrichtete dort Klavier, Harmonielehre und Kontrapunkt. Seine bekanntesten Schüler waren Guido Alberto Fano, Alberto Gentili und Reno Lorenzini. Ab 1890 veranstaltete Pollini mehrere große Gedenkkonzerte: 1890 zum siebenten Todestag Richard Wagners, 1892 zum 100. Geburtstag Gioacchino Rossinis. Weitere Konzerte waren Giuseppe Tartini (1892, 300. Geburtstag), Anton Rubinstein (1895), Antonio Bazzini (1897), Johannes Brahms (1898 und 1901), Giuseppe Verdi (1901), Edvard Grieg (1908) und Giuseppe Martucci (1910) gewidmet. 1900 wurde er Mitglied der Commissione permanente per l’arte musicale. Maria Pia von Savoyen ernannte ihn 1903 zum Ritter des Orden des Santiago von Portugal.

## Werke
- 6 Fogli d’album für Klavier
- Melodie per pianoforte
- 6 Frammenti per piano
- Fantasticheria für Klavier
- 3 Fogli d’album für Klavier
- Humoresque für Klavier
- Adagio für Klavier
- Marcia funebre für Klavier
- Ouverture in forma di Sonata Klaviersuite
- Preludio für Klavier
- Romanza senza parole für Klavier
- Sonata für Klavier
- Romanza per violino e pianoforte
- Fuga a tre voci für Klavier
- 3 Egloghe für Klavier
- Trio-Suite für Klavier, Violine und Violoncello
- Scherzo für Orchester
- Notturno für Orchester
- Andante con moto in Fa diesis minore